# Käsetaler

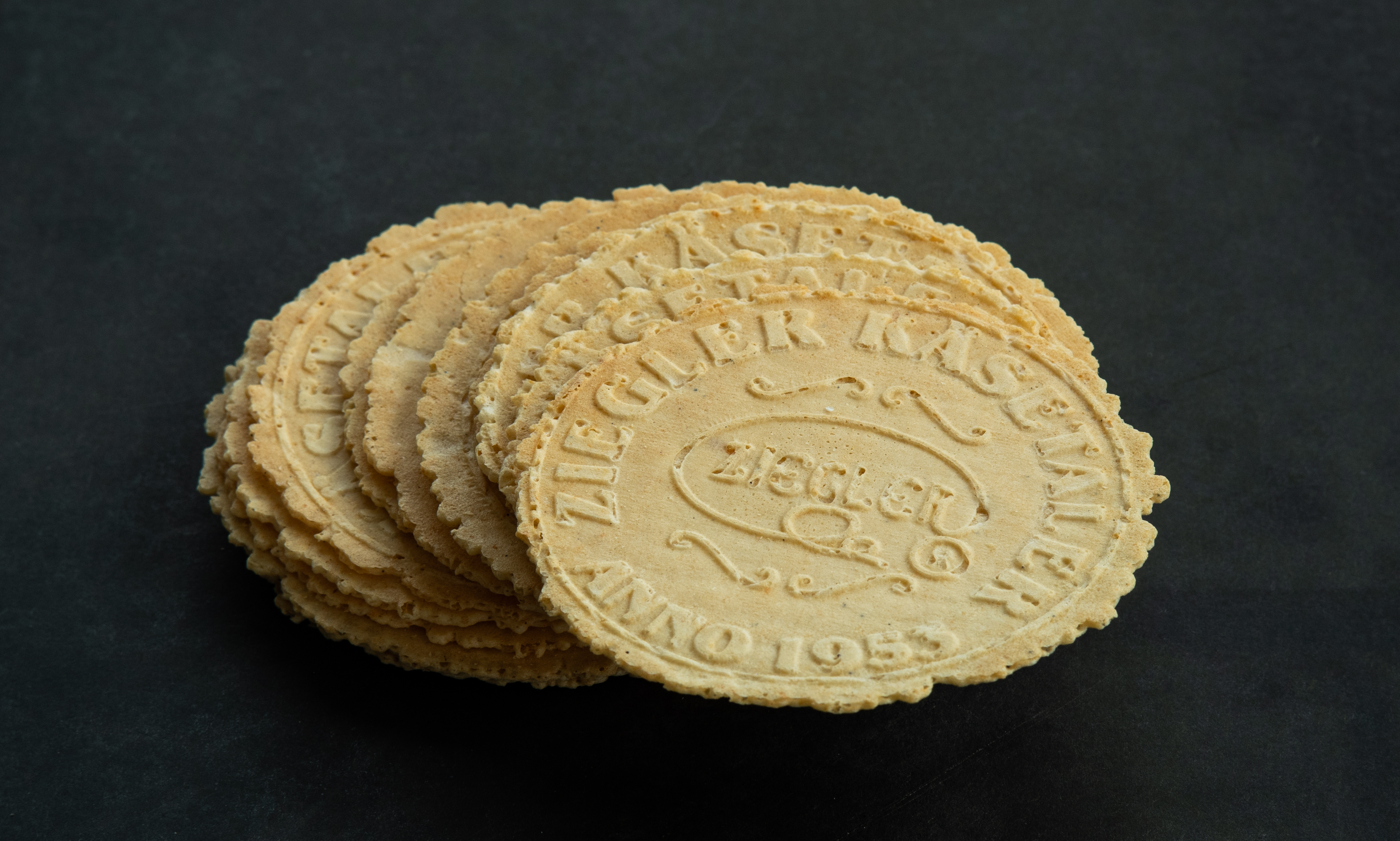
Käsetaler der Firma Ziegler

Käsetaler  oder Käsewaffeln (ungarisch sajtos tallér) sind ein beliebtes, traditionelles Salzgebäck aus Ungarn. Die millimeterdünnen Waffelblättchen werden in Waffeleisen gebacken. Hauptzutaten sind Salz, Mehl, Käse, Pflanzenfett, Milch, Ei, Sauerrahm und die jeweiligen Aromen für unterschiedliche Sorten (beispielsweise: Käse, Knoblauch und Kümmel). Manche Hersteller verwenden auch Mais (Kukoricás Tallér). Sie werden ohne Konservierungsmittel hergestellt und zeichnen sich gegenüber den verschiedenen Chipssorten dadurch aus, dass sie ohne Fett und Öl gebacken werden.
Dutzende von Produzenten stellen die Käsetaler her. Einige der bekannteren Marken sind Urbán & Urbán, Halász, Ágoston oder Havas & Gyopár. Der bekannteste Hersteller heißt Ziegler. Nach der Wende gelang es Peter Ziegler die ehemalige Brotfabrik seines Großvaters, die sich in Staatsbesitz befand, zurückzukaufen. Daraus wurden die heutigen Ziegler Waffelwerke oder Ziegler Ostya. Der ungarische Name ostya (vergleichbar mit dem deutschen ‚Hostie‘) für Waffel gibt einen Hinweis darauf, dass diese Zunft früher wohl auch als Hostienbäcker tätig war.
Während die meisten Käsetaler an der Oberfläche beidseitig mehr oder minder fein das typische simple Rautenmuster der traditionellen Waffeln zeigen, sind die Taler von Ziegler auf der Rückseite geriffelt und tragen auf der Vorderseite eine Art Stempel mit einem großen „W“ und einer fünfzackigen Krone. Sie sind etwas größer (etwa 10 cm im Durchmesser) als andere Taler, aber ebenso dünn.